# Benedicto IV
Benedicto IV (Roma, ¿?-Roma 30 de julio de 903) fue el papa 117.º de la Iglesia católica de 900 a 903.
Hijo de un noble romano llamado Mammalus, fue ordenado presbítero por el papa Formoso y elegido papa cuando el trono del Sacro Imperio Romano Germánico se encontraba vacante desde el año anterior, cuando, en 899, fallece Lamberto de Spoleto.
Aunque Berenguer I, rey de Italia, reclamó el título imperial para sí, el elegido fue Luis III el Ciego al que Benedicto IV, en el acto más significativo de su pontificado, coronó como emperador con la esperanza de conseguir su apoyo contra la invasión húngara en el norte de Italia y la sarracena en el sur. Dicha esperanza fue vana, ya que Luis, derrotado por Berenguer, fue cegado y desterrado a Provenza.
Benedicto IV, falto de apoyos, quedó en manos de aprovechadores tales como Teofilacto I, su esposa Teodora y la hija de ambos Marozia, que dominarán al papado durante los siguientes años.
Durante su pontificado excomulgó a Balduino II de Flandes al que acusó de instigar el asesinato de Fulquerio de Reims, el arzobispo de Reims.
Flodoardo, un historiador contemporáneo de Benedicto IV, le confirió el título de “Grande” alabando su generosidad y celo.
Benedicto IV falleció en julio de 903 y fue enterrado frente a San Pedro, cerca de la puerta de Guido.